# Autoroutes numérotées aux États-Unis
 (août 2025).
Si vous disposez d'ouvrages ou d'articles de référence ou si vous connaissez des sites web de qualité traitant du thème abordé ici, merci de compléter l'article en donnant les références utiles à sa vérifiabilité et en les liant à la section « Notes et références ».
Les autoroutes sont divisées en quatre systèmes différents aux États-Unis: Interstate, US Routes, routes d'état et routes de comté. Les autoroutes sont généralement organisées par un numéro de route ou une lettre. Ces désignations sont habituellement disposées le long des autoroutes avec un bouclier. Chaque système a ses panneaux avec un design unique qui permet l'identification rapide de l'autoroute et du system auquel elle appartient.

## Histoire
En 1918, le Wisconsin est devenu le premier état à numéroter ses autoroutes, suivi par le Michigan l'année suivante. En 1926, la American Association of State Highway Officials (AASHO) a établi et numéroté des routes en sélectionnant les meilleures routes dans chaque état qui pouvaient être reliées et offrir un réseau d'autoroutes fédérales. C'était alors le début des US Routes.

## Autoroutes Inter-États
Le réseau des autoroutes inter-États est un réseau financé et administré par l'état fédéral mais entretenu par les états. Ces autoroutes forment la colonne vertébrale du réseau de transport aux États-Unis. Des millions d'Américains utilisent ce réseau pour les déplacements quotidiens, les voyages et le transport de marchandises. Les autoroutes Interstates ont été construites en suivant des standards précis, sont pensées pour maximiser le transport sécuritaire à haute-vitesse et pour être efficaces. Les autoroutes Interstate comptent aussi des routes auxiliaires, qui sont normalement numérotées avec trois numéros. Toutes les autoroutes Interstate font partie du National Highway System, un réseau de routes considérées comme essentielles à la défense, à l'économie et à la mobilité du pays.

## U.S. Routes
Les U.S. Routes font partie d'un réseau plus ancien consistant majoritairement en des routes de surface coordonnées par la American Association of State Highway and Transportation Officials et entretenus par les états et les gouvernements locaux. Les U.S. Routes ont été reléguées au traffic régional entre les états puisqu'elles ont été largement supplantées par le réseau des Interstates pour les déplacements de longue distance, sauf quelques exceptions (surtout dans l'ouest) où le réseau d'Interstates est moins développé. Cela a eu pour effet de supprimer ou de réduire certaines U.S. Routes qui étaient autrefois des liens importants pour les longues distances, comme l'ont été la US 21 et la US 66.

## Routes d'État
Chaque état dispose aussi d'un réseau de routes d'état. Les standards, capacités et qualités des réseaux des états varient d'un état à l'autre. Certaines routes d'état sont si parcourues qu'elles peuvent avoir les mêmes standards que les Interstates. D'autres routes sont peu empruntées et ont une plus faible capacité.
Plusieurs états utilisent un bouclier reflétant la forme géographique de l'état et d'autres utilisent des symboles comme leur drapeau. La plupart des autres états utilisent une forme générique rectangulaire ou une forme neutre. Le design par défaut des boucliers de routes d'état est le bouclier circulaire. C'est ainsi que les routes sont identifiées sur les cartes et dans les atlas. Actuellement cinq états utilisent le bouclier circulaire pour leurs routes d'état. Il s'agit du Delaware, de l'Iowa, du Kentucky, du Mississippi et du New Jersey.

### District fédéral et routes territoriales
Il existe également des autoroutes numérotées dans le District de Columbia et dans les territoires. Les routes varient d'une place à l'autre en ce qui a trait aux standards et à la qualité.

### Routes secondaires
Certains états disposent aussi d'autoroutes secondaires en plus des routes principales. Par exemple, le Texas a établi un système de routes farm-to-market afin d'améliorer l'accès aux régions rurales. Le Nebraska a des Connecting Link, Spur et Recreation Highways pour permettre l'accès à de petites villes et certains parcs d'état. Le système de routes additionnel du Missouri a été pensé pour donner accès aux fermes, aux écoles, aux églises, aux cimetières et aux commerces dans l'état.

## Routes de comté
La dernière division administrative dans certains états est constituée des routes de comté. Comme leur nom l'indique, ces routes sont entretenues par un comté. Ces routes varient grandement entre des autoroutes à plusieurs voies et des routes de gravier dans certaines régions éloignées. En Louisiane, les routes paroissiales prennent la place des routes de comté puisque les comtés y sont remplacés par des paroisses. L'Alaska n'a pas de comté et toutes les routes sont entretenues par l'état ou les municipalités. Dans certains états, comme le Massachusetts, les routes de comté sont désormais administrées par des entités régionales. Au Connecticut et au Rhode Island, il n'existe pas de gouvernement de comté; il n'y a donc pas de routes de comté. Dans l'État de New York et en Ohio, chaque comté a son propre style de bouclier pour son système de routes, créant une large variété de boucliers dans ces états.

## Autres réseaux
Les autres réseaux incluent:
- Route forestière (en): Routes reliant les Forêts nationales aux routes majeures tout en permettant un meilleur accès aux aires récréatives et d'hébergement.
- Route de réserve (en): Routes se trouvant dans certaines réserves.
- Pistes cyclables américaines (en): Routes qui font partie du réseau cyclable national consistant en des pistes cyclables de longue distance utilisant plusieurs infrastructures cyclables dont des sentiers, des voies cyclables et des routes à faible densité.
- Autoroutes locales: Les villes et gouvernements locaux peuvent avoir leurs propres routes comme les Red, Yellow et Blue Routes à Branson, Missouri, la Charlotte Route 4 à Charlotte, Caroline du Nord, le Allegheny County Belt System à et autour de Pittsburgh, Pennsylvanie ainsi que la Inner Loop à Rochester, New York.
- Quelques townships entretiennent aussi des Township Routes.

## Source de la traduction
- (en) Cet article est partiellement ou en totalité issu de l’article de Wikipédia en anglais intitulé « Numbered highways in the United States » (voir la liste des auteurs).